# One Tree Hill (sæson 5)
Den femte sæson af tv-serien One Tree Hill havde premiere i USA den 8. januar 2008, og sæsonen fortsatte til den 19. maj 2008. I Danmark blev den sendt fra den 1. juni 2008 – 28. september 2008.
| Fjernsyn | Spire Denne artikel om et tv-program er en spire som bør udbygges. Du er velkommen til at hjælpe Wikipedia ved at udvide den. |